# 331
331 је била проста година.

## Догађаји
- Цар Константин Велики даје подршку хришћанству, конфискујући имовину и драгоцености бројних паганских храмова широм Римског царства.
- Константин I подиже цркву Светих апостола у Цариграду.
- Константин I проглашава закон против развода брака.
- Гогугвон постаје владар корејског краљевства Гогурјео.[3]
- Јевсевије из Цезареје пише Ономастикон.
- Педесет Константинових Библија наручено је за употребу у Цариграду.
- Григорије Просветитељ се повлачи у мало светилиште у провинцији Даранали (Јерменија)